# Predator: Hunting Grounds
Predator: Hunting Grounds ist ein Ego-Shooter des amerikanischen Spieleentwicklers Illfonic, das am 24. April 2020 für die PlayStation 4 und Windows erschienen ist.
Erstmals vorgestellt wurde das Spiel im Mai 2019 im State-of-Play-Livestream-Format von Sony Interactive Entertainment. Auf der Fachmesse Gamescom 2019 wurde eine erste spielbare Demo präsentiert.
Predator: Hunting Grounds ist ein asymmetrisches Mehrspieler-Actionspiel, bei dem ein Spieler die Rolle des Predators (Räuber) übernimmt und gegen vier Mitspieler antritt, die als Soldaten einer Elite-Einheit verschiedene Aufgaben ausführen sollen, ohne von dem Jäger getötet zu werden.

## Handlung
Schauplatz ist ein nicht näher bestimmtes Dschungelgebiet in Südamerika. Hier sollen die Teammitglieder einer Elite-Einheit militärische Operationen erfolgreich ausführen und einheimische Guerillas bekämpfen. In Anlehnung an den Film Predator wird der Trupp von einem außerirdischen Wesen, dem Predator, gejagt.

## Spielprinzip
Wie bereits bei dem Titel Freitag der 13. des Entwicklers Illfonic ist  Predator: Hunting Grounds ebenfalls ein Spiel mit asymmetrischem Gameplay. Das bedeutet, dass ein Team aus vier Spielern als Elite-Soldaten gegen einen fünften Mitspieler in der Rolle des Predators antreten. Gesteuert werden die Mitglieder des Trupps aus der Egoperspektive. Ziel für eine Seite ist es, die vorgegebenen Missionen, wie das Hacken von Satelliten oder Erobern von Militärstützpunkten, abzuschließen und sich danach per Helikopter in Sicherheit zu bringen. Ziel des Predators, der im Gegensatz zu den Soldaten aus der Third-Person-Perspektive gesteuert wird, ist es, die Soldaten auszuschalten, ohne dabei zu sterben. Predator: Hunting Grounds ist ein reiner Mehrspieler-Titel für fünf Spieler, eine Einzelspieler-Kampagne gibt es nicht.
Während die Soldaten mit modernen konventionellen Waffen ausgerüstet sind und die Möglichkeit haben, getötete Kameraden wiederzubeleben, kann der Predator sich nahezu unsichtbar machen, Gegner anhand ihrer Wärmeausstrahlung erkennen, auf Bäume klettern, sich durch die Gipfel bewegen und von oben angreifen. Die ikonischen Waffen aus den Filmen, wie Handgelenksklingen, Smart-Disc, Yautja-Bogen oder Plasmawerfer, stehen dem Predator ebenfalls zur Verfügung.

### Klassen
Es gibt unterschiedliche Klassen an Soldaten und Predators, die über individuelle Fähigkeiten und Waffen verfügen. Im Verlauf können Spieler durch verdiente Erfahrungspunkte neue Ausrüstungsgegenstände erhalten und so die Figuren ihrem bevorzugten Spielstil anpassen.
Soldatenklassen
- Assault 
 Ein Allrounder mit einem Sturmgewehr
- Scout 
 Der Fokus der Klasse liegt auf Aufklärung
- Sharpshooter 
 Scharfschütze mit einem Sniper-Gewehr
- CQB 
 Ausgerüstet mit einer Schrotflinte kann diese Klasse besonders viel Schaden anrichten
- OWLF Agent Ein von OWLF trainierter Agent

Predatorklassen
- Scout 
 Der Scout-Predator ist schnell, leicht und geschickt im Umgang mit Fernkampfwaffen, kann weiter springen und profitiert von verbesserter Ausdauer und Regenerierung. Scouts sind jedoch im Nahkampf weniger effektiv, haben eine geringere Gesundheitsreserve und sind in der Ausrüstung, die sie tragen können, eingeschränkt.

- Hunter 
 Der Predator der Hunter-Klasse ist ein ausgewogener, vielseitiger und anpassungsfähiger Krieger, der über ausgeglichene Stärke, Gesundheit, Geschwindigkeit, Ausdauer und Regenerierung sowie Nahkampfkraft verfügt.

- Berserker 
 Die Berserker sind die größten Predators. Sie haben die höchste Gesundheit, stärkere Nahkampfangriffe und erhebliche Energiereserven. Dies geht jedoch auf Kosten der schwächeren Ausdauer, der langsameren Bewegungen und Energieaufladung sowie einer weniger agilen Sprungtechnik.

## Rezeption
Die ersten Erfahrungsberichte fallen positiv aus. Vertreter der Fachpresse, die bereits eine frühe, sich noch in der Entwicklung befindende Version, von Predator: Hunting Grounds auf der Messe für Computer- und Videospiele Gamescom spielen konnten, heben besonders die Grafik des Dschungels, das packende Spielprinzip sowie die Atmosphäre des Spiels, welche sich an dem ersten Predator-Film orientiert, hervor. Als Kritikpunkte werden technische Mängel, ein ungeschliffen wirkendes Gameplay und fragliche Langzeitmotivation angeführt, welche aber auf die Beschränkungen der noch nicht finalen Version zurückführen sein können.

„Fazit: »Ich liebe asymmetrische Multiplayer-Spiele und hatte mit Titeln wie Evolve oder Friday the 13th sehr viel Spaß. Speziell das Spielen als Predator erzeugte bei mir einen Ehrgeiz und eine Schadenfreude, die ihresgleichen suchen. Das langsame Ausschalten der Truppen mithilfe der typischen Waffen des interstellaren Jägers besitzt einen ganz besonderen Charme.«“

„Fazit: »Predator: Hunting Grounds ist wirklich ein sehr ansprechender Titel, der bereits früh in der Entwicklung viel Freude bereitet. Die Kräfteverhältnisse sind auf beiden Seiten sehr gut ausgeglichen, wodurch die Kämpfe sehr ansprechend sind, ohne eine der beiden zu stark zu gestalten. Dadurch bleiben auch unschöne Frustmomente so gut wie aus. Glücklicherweise ließ sich auch das Gameplay schnell beherrschen, wodurch wir schnell ins Geschehen einsteigen konnten.«“